# الطاووس (كوكبة)
كوكبة الطاووس (بالإنجليزية: The Peacock)‏؛ وباللاتينية: Pavo.

صورة لبرج الطاووس. لاحظ النجوم المتوزعة فيه.

وبرج الطاووس من الأبراج التي تظهر في النصف الجنوبي للكرة الأرضية. ويتوضح رؤيته في الفترة الممتدة ما بين شهري حزيران وآب.
ومن المجرات المتواجدة ضمن نطاق برج الطاووس: NGC 6744.
ومن التجمعات النجمية: NGC 6752.
ومن النجوم التي يمكن رؤيتها في برج الطاووس: ألفا الطاووس (نجم الطاووس).

## زخات الشهب
كوكبة الطاووس لشع اثنين من زخات الشهب السنوية: دلتا الطاووس وأوغسط الطاووس. ظهرت شهب دلتا الطاووس في الفترة من 21 مارس إلى 8 أبريل وتبلغ ذروتها عموما بين يومي 5 و 6 أبريل ، ويعتقد أنها مرتبطة بالمذنب جريج ميليش. اكتشف مايكل بهاغيار الشهب من مدينة بيرث ، أستراليا،  حيث لاحظ شهبًا في ست مناسبات بين عامي 1969 و 1980.  ذروة أوغسط الطاووس تحدث حول 31 أغسطس ويعتقد أنها مرتبطة بمذنب ليفي من نوع مذنب هالي  (P / 1991 L3).

## اقراء أيضا
- أي سي 4970
- إن جي سي 6872